# Lola (pel·lícula de 2019)
Lola (francès: Lola vers la mer) és una pel·lícula dramàtica francobelga del 2019 escrita i dirigida per Laurent Micheli. És protagonitzada per Mya Bollaers, en el seu debut com a actriu, com una noia transgènere de 18 anys que pateix la mort de la seva mare. La pel·lícula es va estrenar al Festival de Cinema Francòfon d'Angulema de 2019. S'ha doblat al català.
A la 10a edició dels premis Magritte, Lola va rebre set nominacions, incloses la de millor pel·lícula i millor direcció per a Laurent Micheli, i va guanyar la categoria d'actriu més prometedora per a Mya Bollaers i la del millor disseny de producció per a Catherine Cosme. Bollaers es va convertir en la primera persona obertament transgènere nominada per al premi.

## Repartiment
- Mya Bollaers com a Lola
- Benoît Magimel com a Philippe
- Els Deceukelier com a propietari del club
- Sami Outalbali com a Samir